# Chokio
Chokio – miasto w Stanach Zjednoczonych, w stanie Minnesota, w hrabstwie Stevens.